# Všejany
Všejany jsou obec v okrese Mladá Boleslav ve Středočeském kraji. Leží osmnáct kilometrů jižně od Mladé Boleslavi a třináct kilometrů od Nymburka. Žije zde 725 obyvatel. Obec se skládá ze Všejan na levém břehu a vesnice Vanovice na pravém břehu Vlkavy. Na kraji obce se nachází koupaliště Všejany s venkovním občerstvením, které nabízí koupání a relaxaci.  

## Historie
První písemná zmínka o obci pochází z roku 1382.

## Obyvatelstvo
| Rok            | 1869 | 1880 | 1890 | 1900 | 1910 | 1921 | 1930 | 1950 | 1961 | 1970 | 1980 | 1991 | 2001 | 2011 | 2021 |
| -------------- | ---- | ---- | ---- | ---- | ---- | ---- | ---- | ---- | ---- | ---- | ---- | ---- | ---- | ---- | ---- |
| Počet obyvatel | 567  | 732  | 797  | 746  | 840  | 931  | 986  | 865  | 865  | 755  | 679  | 577  | 569  | 641  | 674  |
| Počet domů     | 87   | 106  | 111  | 123  | 153  | 177  | 220  | 258  | 253  | 234  | 226  | 238  | 242  | 266  | 286  |

## Obecní správa

### Územněsprávní začlenění
Dějiny územněsprávního začleňování zahrnují období od roku 1850 do současnosti. V chronologickém přehledu je uvedena územně administrativní příslušnost obce v roce, kdy ke změně došlo:
- 1850 země česká, kraj Jičín, politický i soudní okres Nymburk;[6]
- 1855 země česká, kraj Mladá Boleslav, soudní okres Nymburk;[6]
- 1868 země česká, politický okres Poděbrady, soudní okres Nymburk;[6]
- 1936 země česká, politický i soudní okres Nymburk[7]
- 1939 země česká, Oberlandrat Kolín, politický i soudní okres Nymburk;[8]
- 1942 země česká, Oberlandrat Hradec Králové, politický i soudní okres Nymburk;[9]
- 1945 země česká, správní i soudní okres Nymburk;[10]
- 1949 Pražský kraj, okres Nymburk;[11]
- 1960 Středočeský kraj, okres Mladá Boleslav.[12]

### Obecní symboly
Znak a vlajka byly obci uděleny rozhodnutím předsedy Poslanecké sněmovny Parlamentu České republiky dne 15. dubna 2010.

## Společnost
V obci Všejany (přísl. Radenice, Vanovice, Všejanská Zavadilka, 1280 obyvatel, četnická stanice, katol. kostel) byly v roce 1932 evidovány tyto živnosti a obchody: autodoprava, 2 cihelny, 2 obchodníci s dobytkem, 2 holiči, hospodářské strojní družstvo pro Všejany, 5 hostinců, klempíř, 3 koláři, 2 kováři, 3 krejčí, 2 mlýny, obchod s obuví Baťa, 3 obuvníci, 3 pekaři, 2 pohřební ústavy, porodní asistentka, 3 řezníci, 5 obchodů se smíšeným zbožím, Katolický spořitelní a záložní spolek pro Všejany, Spořitelní a záložní spolek pro Všejany, stavební hmoty, 3 obchody se střižním zbožím, šrotovník, švadlena, 2 trafiky, 4 truhláři, obchod s uhlím, velkostatek, zahradník, zámečník.

## Pamětihodnosti
- Kostel svatého Jana Křtitele v severovýchodní části vesnice
- Socha svatého Jana Nepomuckého před kostelem (Všejany)
- Fara

## Pověsti
Obce Rejšice a Všejany si jednou vyměnily své kostelní zvony, avšak ty se v noci vracely na své místo a v půli cesty se srazily. Všejanský zapadl do studánky a tam zůstal. Ani když se zachytil ženě do praného prádla, nezachránila jej, jen zaklela a zvon se potopil navždy.

## Doprava

### Silniční doprava
Do obce vede silnice III. třídy. Území obce prochází silnice I/38 Kolín - Nymburk - Mladá Boleslav - Doksy.

### Železniční doprava
Obec Všejany leží na železniční trati 071 Nymburk - Mladá Boleslav. Jedná se o jednokolejnou celostátní trať, doprava byla na trati zahájena roku 1870. Přepravní zatížení tratě 071 mezi v roce 2011 činí obousměrně 5 rychlíků a 10 osobních vlaků. Na území obce leží mezilehlá železniční zastávka Všejany, zastavují zde pouze osobní vlaky.

### Autobusová doprava 2025
V obci zastavovala v  roce 2025 linka 432 v trase Lysá n.L.,žel.st. - Milovice,žel.st. - Zbožíčko - Straky - Všejany - Čachovice - Vlkava,náves - Luštěnice - Mladá Boleslav,Bezděčín - Mladá Boleslav,aut.st. Do obce též zajíždí vybrané spoje linky 436 v trase Nymburk,hl.nádr. - Všechlapy - Krchleby - Vlkava,náves - Čachovice - Všejany - Čachovice,Struhy - Lipník.

## Další fotografie

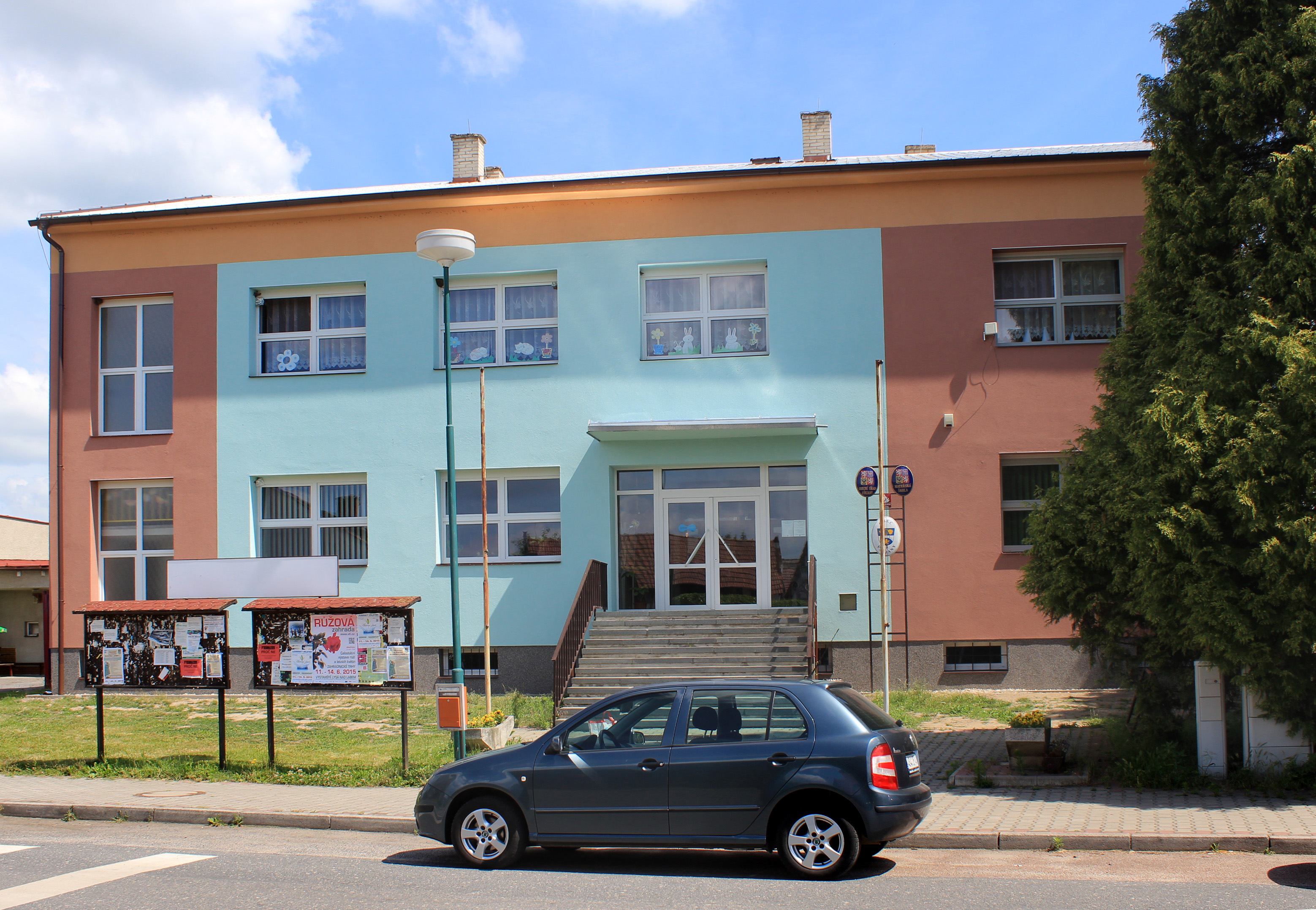
Obecní úřad se školkou
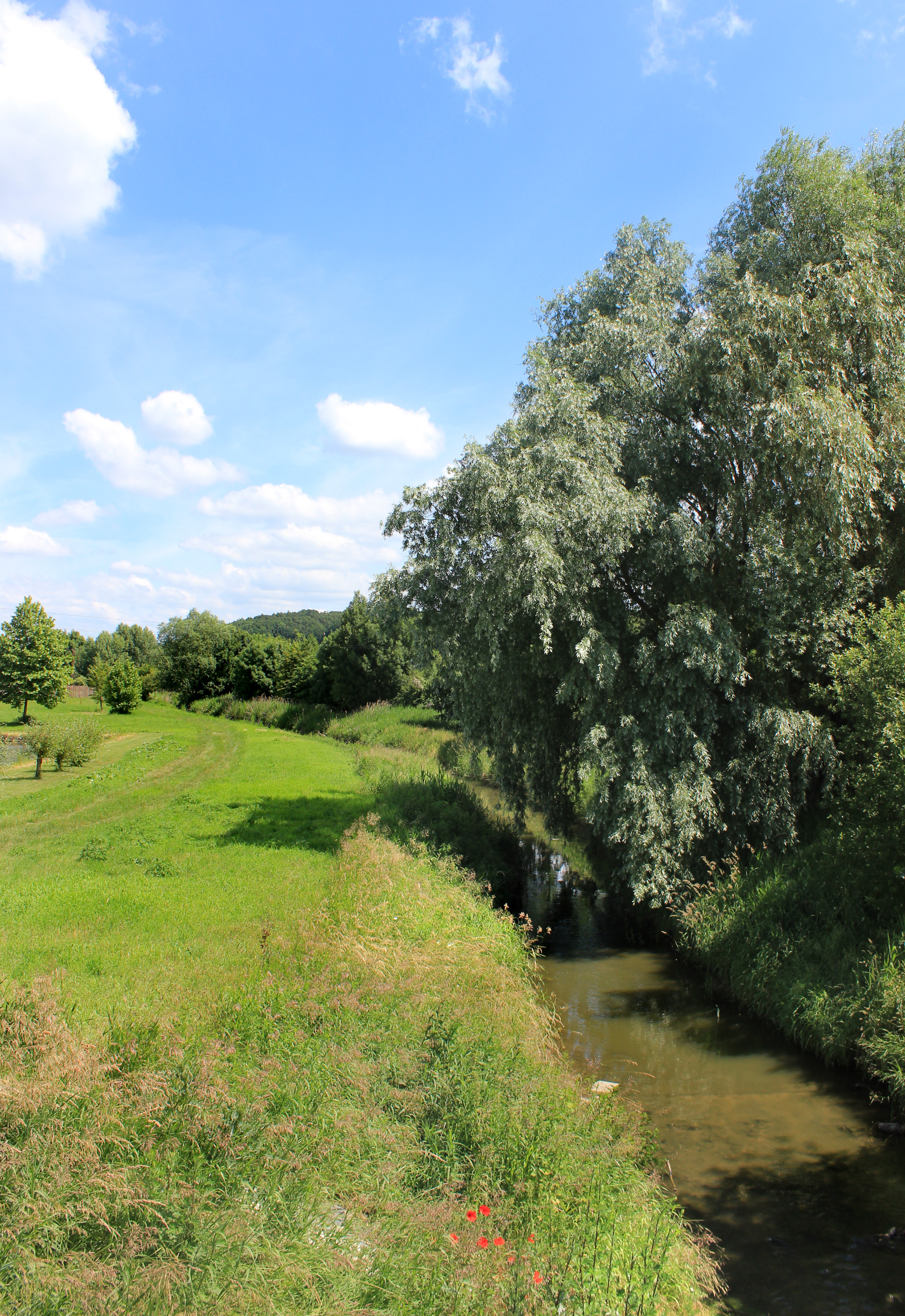
Říčka Vlkava
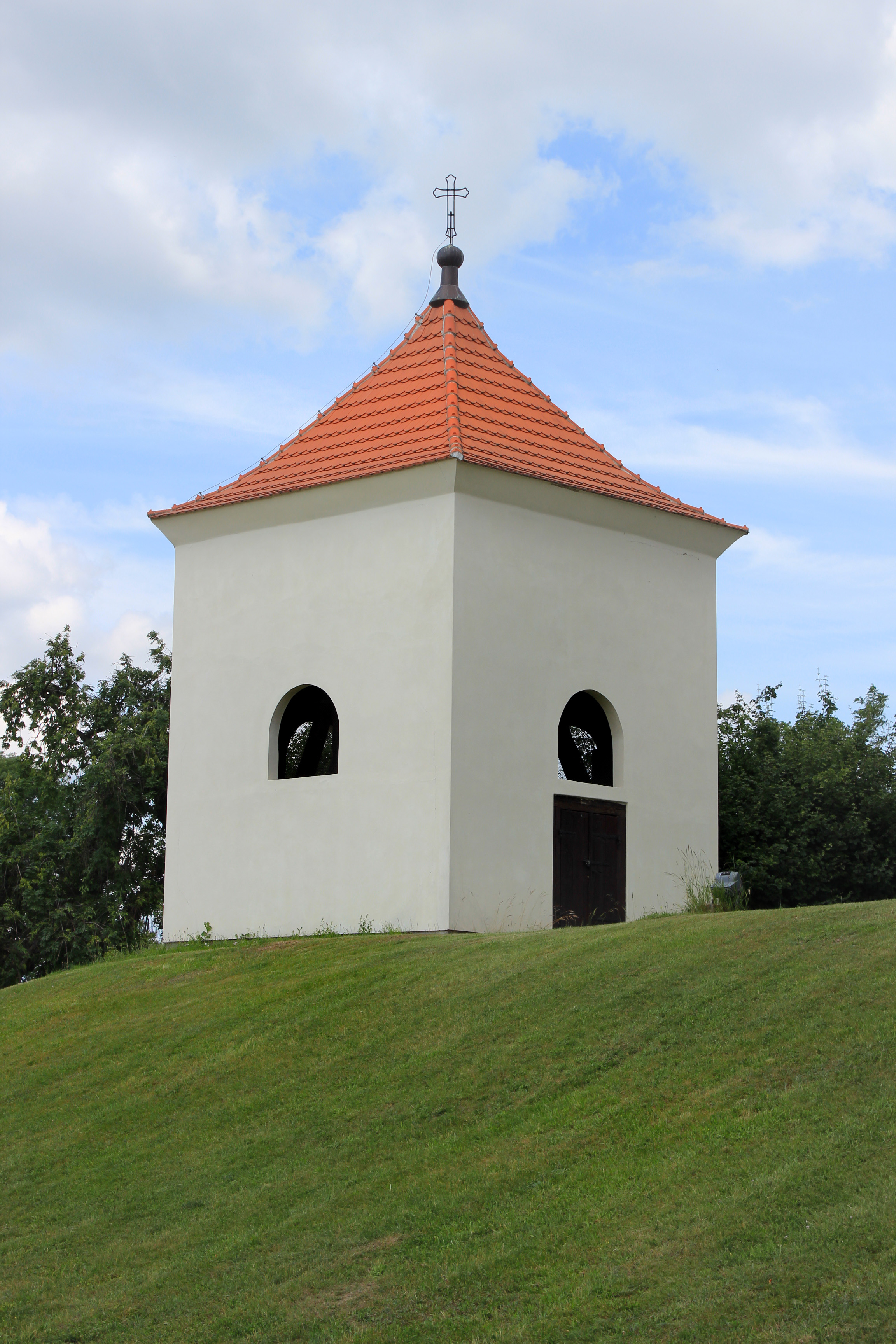
Zvonice u kostela
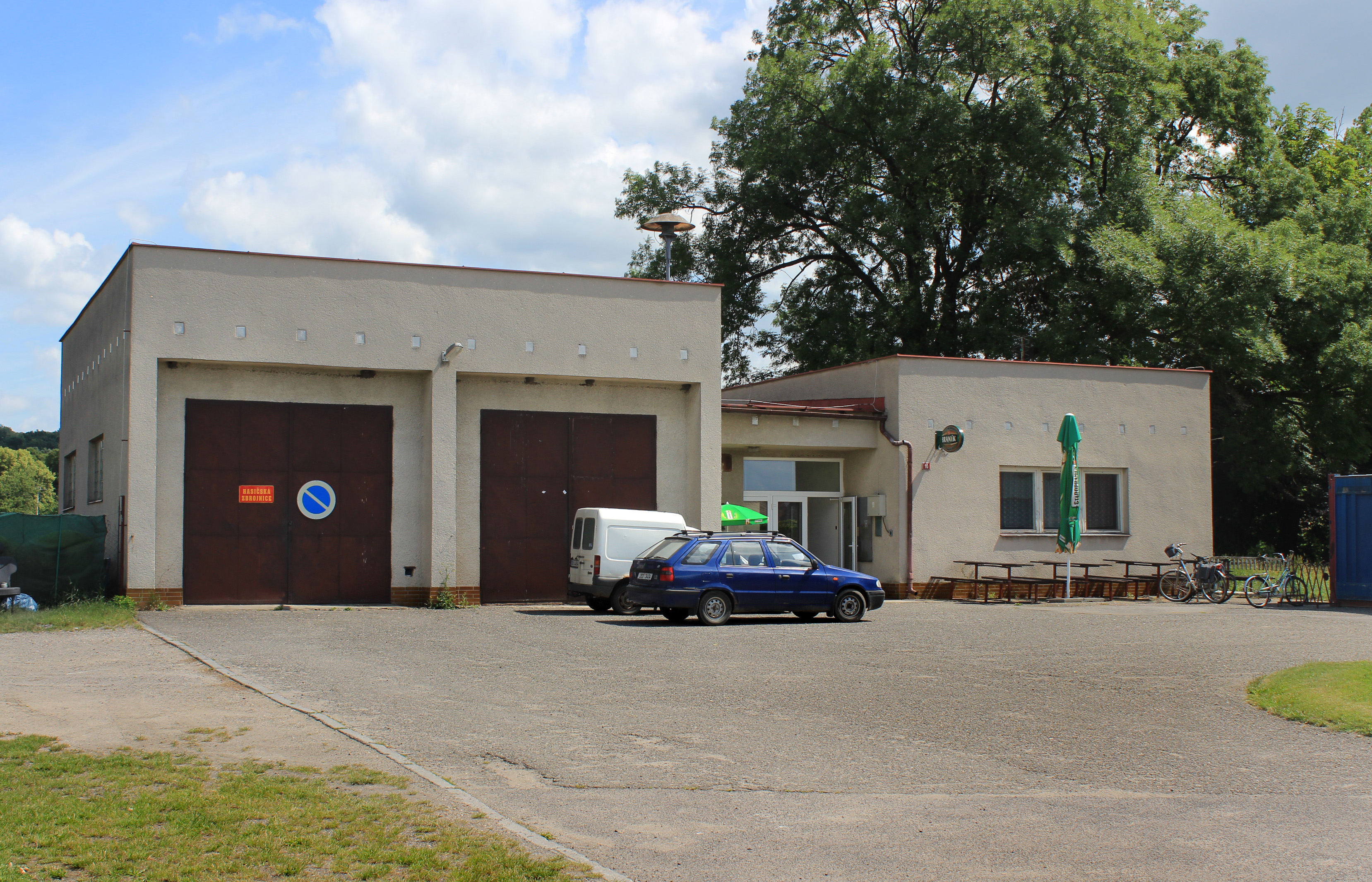
Restaurace a hasičská zbrojnice
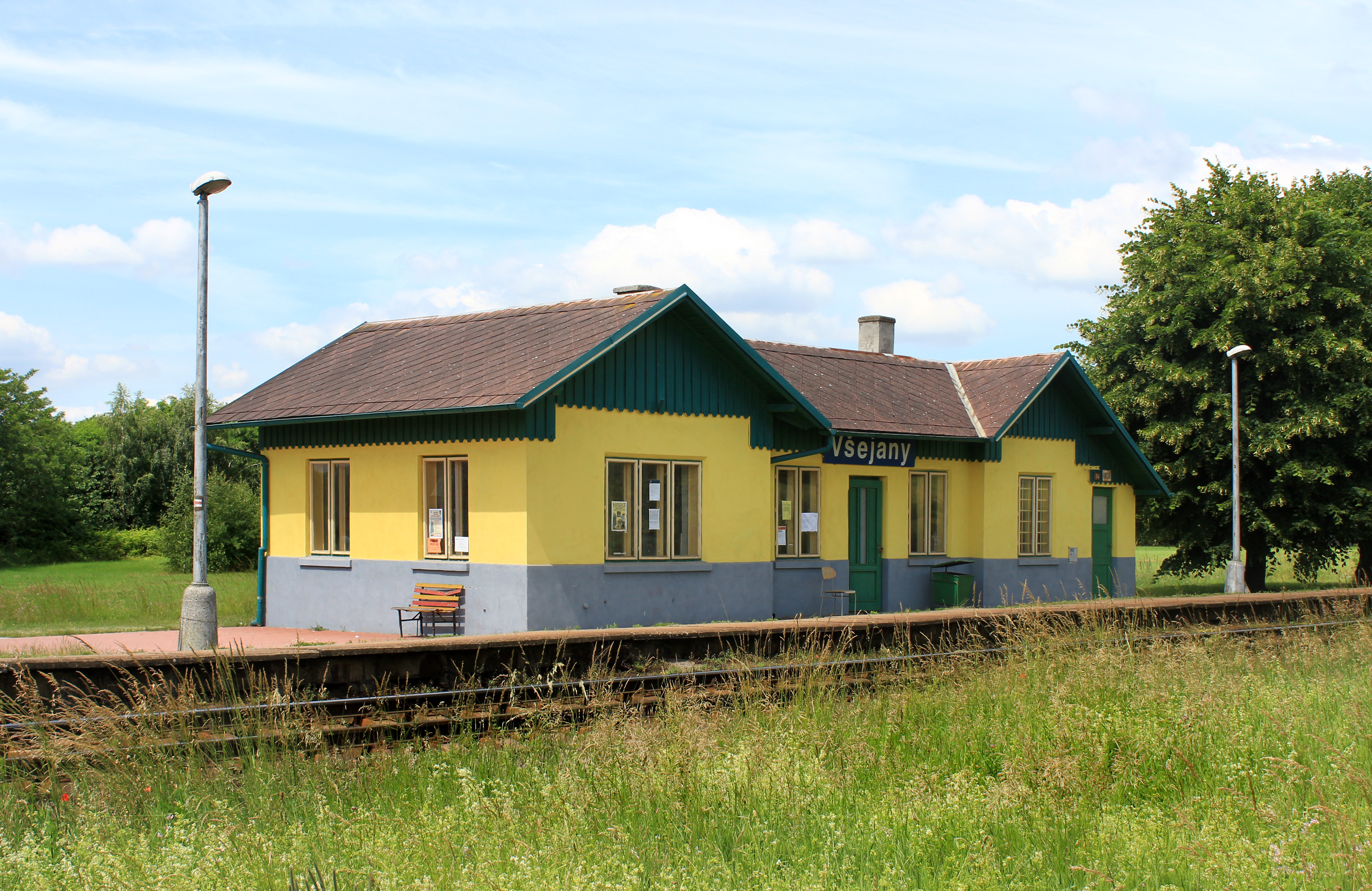
Železniční zastávka Všejany